# Christian Rosenkreuz
Christian Rosenkreutz (in italiano Cristiano Rosacroce) (1378 – 1484) è stato un esoterista tedesco.

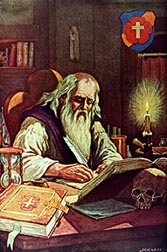
Rappresentazione simbolica

Considerato il fondatore dell'ordine dei Rosacroce (o Rosa+Croce come si trova riportato in molti testi), si pensa che sia vissuto in Germania tra il 1378 e il 1484.

## Biografia
Compì viaggi in Medio Oriente per approfondire le proprie conoscenze sul mondo dell'occulto, evidenziando una forte motivazione mistica ma anche gnoseologica, rivolta allo studio della natura come pratica alchemica.
Fu proprio al ritorno da questi viaggi che Christian Rosenkreutz (o Cristiano Rosacroce), rientrato in Germania, che è considerata sua patria di origine, fondò l'ordine segreto dei Rosacroce. Secondo quanto viene riportato in alcuni documenti, egli visse fino all'età di 106 anni.
Il suo corpo sarebbe stato rinvenuto, perfettamente intatto, 120 anni dopo, quando alcuni confratelli ritrovarono e aprirono la sua tomba, che recava iscritti diversi motti.
Tra i suoi insegnamenti vi sarebbe stato l'acronimo vitriol, che significa: «Visita Interiora Terrae, Rectificando Invenies Occultum Lapidem», il cui sigillo apparve però nel 1613, nel trattato Azoth di Basilio Valentino, un anno prima della pubblicazione dei manifesti rosacrociani, e gli verrà attribuito nel Musaeum Hermeticum da Lucas Jennis nel 1635.

## Il dibattito sulla figura
La sua storia è narrata in tre documenti fondamentali: Fama Fraternitatis (1614), Confessio Fraternitatis (1615) e Le nozze chimiche di Christian Rosenkreutz (1616, quest'ultimo generalmente attribuito a Johann Valentin Andreae).
Da quanto emerge dai documenti, la sua morte (sarebbe meglio dire il ritrovamento del suo corpo ancora integro) dovrebbe essere databile intorno all'anno 1603 (1604 secondo altre fonti). Sarebbe stato proprio il ritrovamento del corpo del Maestro l'evento detonante che portò alla rivelazione dell'Ordine dei Rosacroce agli occhi del mondo.
Una tesi diffusa è che la figura di Christian Rosenkreutz sia del tutto leggendaria; anche molti degli attuali movimenti che continuano a condividere gli ideali rosacrociani ne danno un'interpretazione figurativa, allegorica. Un'ipotesi è che egli rappresenti la personificazione di alcuni ideali (eroici, gnoseologici, religiosi, sociali, ecc.), che diversi pensatori e circoli mistici dell'epoca volevano diffondere.
Tuttavia alcuni occultisti ed esoteristi del secolo scorso, come ad esempio Rudolf Steiner, Max Heindel e Jan van Rijckenborgh, pur insistendo sull'alto valore allegorico della figura di Cristiano Rosacroce, intesa a rappresentare il prototipo dell'uomo che rinasce secondo la sua essenza divina, tracciano anche, nei loro scritti, i contorni di alcuni enigmatici adepti e iniziati di alto rango, che avrebbero dato forma attraverso i secoli alle "Scuole dei Misteri Occidentali", presentandosi al mondo anche sotto questo nome simbolico.

## Presenza nella cultura di massa moderna
- In Trinity Blood l'ordine di Rosenkreuz è un'organizzazione segreta, che ambisce a distruggere Roma.
- Rosenkreuz è il titolo di un singolo dei Luca Turilli's Rhapsody, tratto dall'album Prometheus Symphonia Ignis Divinus.